# Shang-Chi
Shang-Chi är en seriefigur skapad av Marvel Comics. Shang-Chi är son till Fu Manchu.